# Comté de Thomas (Nebraska)
Pour les articles homonymes, voir Comté de Thomas.
Le comté de Thomas est un comté de l'État du Nebraska, aux États-Unis. Son chef-lieu est la ville de Thedford.